# Айдън Аимбетов
Айдън Аканули Аимбетов (на казахски: Айдын Ақанұлы Айымбетов; на руски: Айдын Аканович Аимбетов) е казахстански космонавт и пилот от ВВС на Казахстан.

## Биография
Айдън Аимбетов е роден на 27 юли 1972 г. в село Заря Комунизма, Казахска съветска социалистическа република. Селото днес се нарича Отенай в Казахстан.
След завършването на средното си образование през 1989 г., Аимбетов е приет във висшето военновъздушно училище „П. С. Кутахова“, което завършва през 1993 г. придобивайки специалност „Командир на тактически изтребител“.
През същата година Аимбетов се присъединява към ВВС на Казахстан, където лети на изтребители МиГ-27 и Су-27.

### Обучение
Аимбетов е избран за член на група Група Казахстан-1 през 2002 заедно с Мухтар Аймаканов измежду 2000 кандидати. В рамките на шест години (от 2003 до 2006 г.) той провежда своята подготовка в центъра за подготовка на космонавти „Ю. А. Гагарин“ намиращ се в Звездното градче, (Русия), където завършва с отличие и придобива квалификация „космонавт-изпитател“.
В края на 2009 година Аимбетов е определен за съветник на председателя на Националната космическа агенция на Казахстан „КазКосмос“.
През 2012 г. основава училище за млади космонавти в Астана.
През октомври 2012 г. с постановление на правителството е определен за космонавт на Република Казахстан.
През 2014 г. е повишен в звание полковник от ВВС.

### Семейство
Айдън Аимбетов е женен, с три деца (син и две дъщери)

## Полет
През юни 2015 г. е избран за един от космонавтите на борда на Союз ТМА-18М вместо Сара Брайтман, която решава да се откаже месец по-рано.
Аимбетов започва своята подготовка за полета на Байконур в средата на август.
Рано сутринта на 2 септември 2015 г. експедицията Союз ТМА-18М е изстреляна от Байконур и се скачва с Международната космическа станция два дни по-късно.
Това прави Аимбетов третият казахстанец в космоса и първият казахстански космонавт след разпадането на СССР.
На 11 септември 2015 г., Аимбетов се завръща от 10-дневната мисия на Международната космическа станция на борда на Союз ТМА-16М в компанията на Андреас Могенсен и Генадий Падалка, който се завръща от станцията като рекордьор за най-дълго време прекарано в космоса. 